# Condado de Katzenelnbogen
El Condado de Katzenelnbogen (llamado así por Chatti Melibokus) fue un Estado con inmediación imperial del Sacro Imperio Romano Germánico. Existió entre 1095 y 1479, cuando fue heredado por los landgraves de Hesse. Comprendía dos territorios separados. Las partes principales eran el original Untergrafschaft ("condado inferior") con su capital en Katzenelnbogen en la región del Medio Rin y el Obergrafschaft ("condado superior") al sur del río Meno en torno a la ciudad de Darmstadt, predecesor del Landgraviato de Hesse-Darmstadt.

## Historia

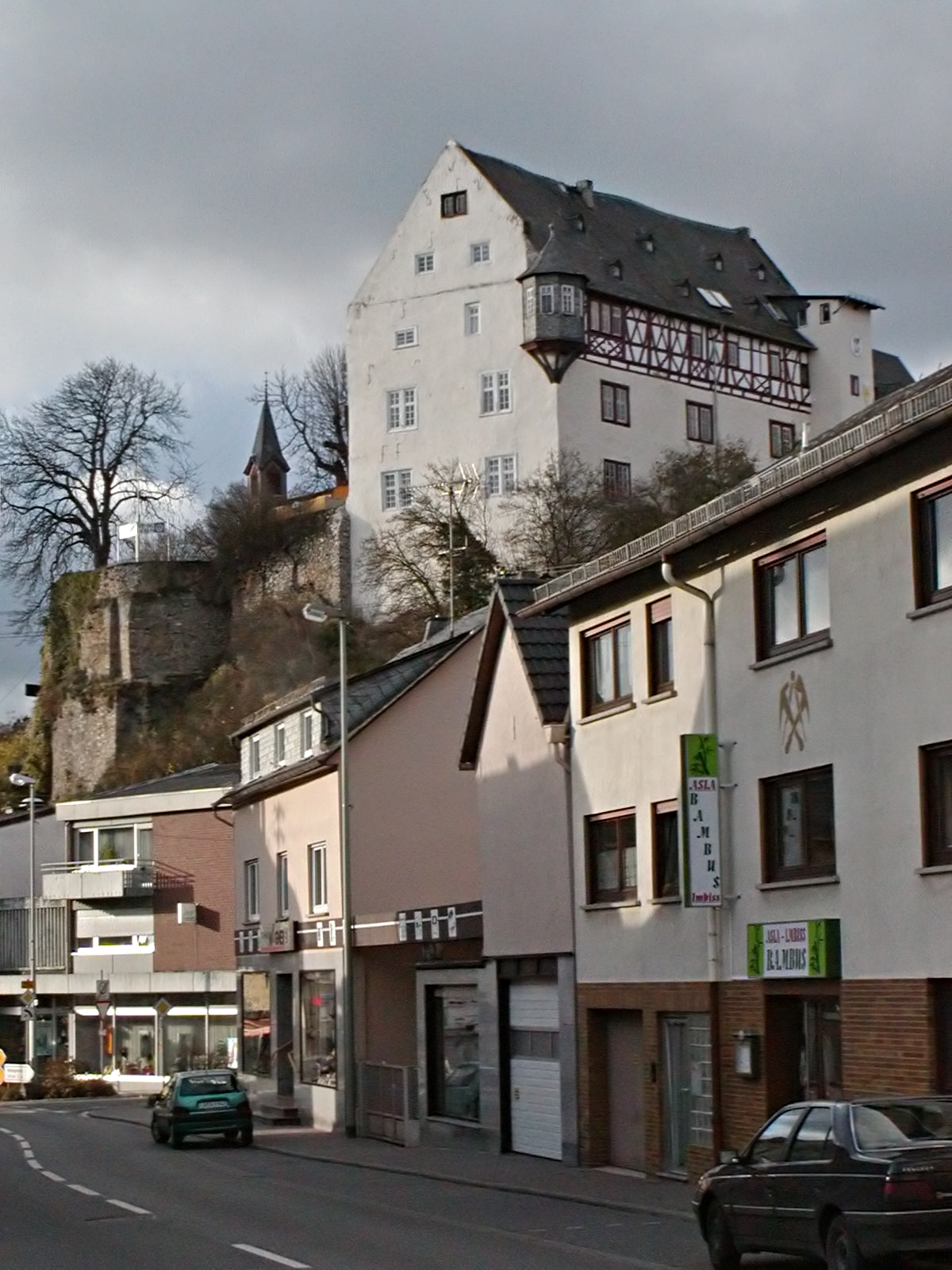
Castillo de Katzenelnbogen.

Diether I de Katzenelnbogen (circa 1065-95), entonces sirviendo como Vogt de la Abadía de Prüm, es mencionado por primera vez hacia 1070 en una escritura emitida por el Arzobispo Anno II de Colonia. Desde 1094 en adelante, Diether y su hijo Enrique I construyen el castillo de Katzenelnbogen en la cordillera del Taunus; en 1138, el rey Conrado III de Alemania invistió a su nieto Enrique II con el título condal, cuando le fue legada la región del Kraichgau. Los condes también construyeron el Castillo de Rheinfels (Burg Rheinfels) y el Castillo de Auerbach en el siglo XIII y finalizaron el Castillo de Katz (Burg Katz) en 1371, reconstruyeron el Marksburg comprado a los Señores de Eppstein y adquirieron derechos de comercio altamente lucrativos sobre el río Rin. Durante casi cuatro siglos, el condado fue creciendo poco a poco desde el Neckar hasta el Mosela.
Los condes fundaron muchas ciudades, y durante siglos o décadas estuvieron en posesión de otras, tales como Offenbach, Gießen, Diez y Limburgo. También contribuyeron a la ampliación de la Abadía de Eberbach, que se convirtió en su tumba familiar en el siglo XIV. Después de la temprana muerte del único hijo del Conde Felipe en 1453, este se llamaba a sí mismo Conde de Katzenelnbogen-Diez. Cuando Felipe murió en 1479, quedó extinta la línea masculina de los Condes de Katzenelnbogen. El Obergrafschaft pasó a los landgraves de Hesse en virtud del matrimonio en 1458 de Enrique III del Alto Hesse con la hija del Conde Felipe, Ana de Katzenelnbogen. En adelante, los Landgraves de Hesse añadieron a su título el de "Conde de Katzenelnbogen".

## Historia vinícola
En 1435, el conde Juan IV de Katzenelnbogen estaba construyendo su último castillo en Rüsselsheim, donde ordenó que debía crecer la famosa variedad Riesling. Esta es la primera documentación de esta uva en la historia. Se documentaron centenares de viñedos, muchos de los cuales todavía existen: entre ellos la famosa roca Loreley documentada en 1395.